# アイザック・フォトゥ
アイザック・マナ・メイ・ランギ・フィナウ・フォトゥ（Isaac Mana Mei Langi Finau Fotu 、1993年〈平成5年〉12月18日 - ）は、ニュージーランドのプロバスケットボール選手。
B.LEAGUE 宇都宮ブレックス所属。
ポジションはパワーフォワード。背番号42。イングランド・ヨーク生まれ、ニュージーランド・オークランド出身。